# Antonio Bevilacqua (1592-1648)

Stemma dei Bevilacqua.

Antonio Bevilacqua (Ferrara, 1592 – 6 dicembre 1648) è stato un nobiluomo e militare italiano.

## Biografia
Era figlio di Luigi (?-1616) e di Eleonora di Collalto.
Suo zio, il cardinale Bonifazio Bevilacqua che lo voleva ecclesiastico, gli procurò il beneficio di San Francesco nel castello di San Prospero. Venne nominato da papa Paolo V cameriere di cappa e spada e il granduca Cosimo II de' Medici lo mise al comando di una compagnia di cento cavalieri. Papa Gregorio XV lo nominò cameriere d'onore, maestro di campo e il re di Francia Luigi XIII nel 1624 lo nominò consigliere di stato. Fu giudice dei Savi a Ferrara nel 1640 e nel 1644.

## Discendenza
Antonio sposò nel 1611 Barbara Mattei di Roma. Senza discendenza.